# Västra Hisings härad
Västra Hisings härad (Norska Hisingen fram till 1658), var ett härad i södra Bohuslän beläget på Hisingen. Tingsplats var Bärby i Säve socken. Häradets areal uppgick till 175 kvadratkilometer. Tingsställe var tidigt ambulerande, och mellan 1705 och 1763 Vedbacka i Rödbo socken, därefter flyttade den till Kungälv för att 1798 flytta till Bärby, där också några ting hållits under tidigt 1700-tal. Tingsstället flyttade 1888 till Göteborg.

## Namnet
Ortnamnet skrevs på 1200-talet Hísing. Det anses vara avlett av stammen hiʹs med betydelsen "klyva", "skära av" eller "skilja" och tros syfta på "den från fastlandet avskurna ön".

## Socknar
- Backa uppgick 1948 i Göteborgs stad
- Björlanda uppgick 1967 i Göteborgs stad
- Rödbo uppgick 1952 i Kungälvs stad
- Säve uppgick 1967 i Göteborgs stad
- Torslanda uppgick 1967 i Göteborgs stad
- Öckerö

## Geografi
Häradet gränsar i norr till Inlands Nordre härad och Kungälv, i öster till Ale och Vättle härader i Älvsborgs län, i söder mot Göteborg, Askims och Östra Hisings härader. Till Älvsborgsfjorden når häradet fram endast med en smal kil mellan Lundby sockens östra och västra del. Till havet -  det öppna Kattegatt - når häradet fram i väster och sydväst. Häradets största längd är 3 mil i riktning norr—sydväst, om de yttersta öarna medräknas. Minsta bredden är 3 kilometer, från nordväst till sydost.
Häradet är främst låglänt, men i väster är den bohuslänska landskapstypen med bergplatåer - 30-40 meter höga - och dalgångar vanligast. De större dalgångarna på Hisingen går generellt från norr till söder, medan de mindre dalgångarna går i riktning öster till väster. I öster, främst nordost, går genom häradet ett par åsar i nordsydlig riktning, med sin största höjd i norr. Häradets högsta punkt är troligen den höjd på 114 meter som ligger på den östra åsens norra del. På den östligaste åsen ligger Rönnängs slätt, förr exercisplats för Göta artilleriregemente. En jämn, låg lerslätt breder ut sig mellan denna östliga ås och Göta älv. Den följer hela Hisingens östra sida och är cirka 1,5 mil lång. Väster om denna längdås går Kvilledalen tvärs över Hisingen, från norr till söder och binder samman slättlanden utmed Göta älv i söder och Nordre älv i norr. Berggrunden utgörs av grå gnejs i väster, med brant stupning. Gnejsgranit dominerar i den östra delen. Ytan i de två västligaste socknarna, Öckerö och Torslanda, utgörs till 75% av kala gnejs-klippor. Berggrunden österut är mer jordtäckt.
I Säve socken intill Nordre älv ligger borgruinen Ragnhildsholmen (Nyklaborg). Senare sätesgårdar var Bäckebols säteri i Backa socken, Hökälla säteri i Säve socken och Ellesbo herrgård i Rödbo socken.
Vid häradets tingsställe Bärby fanns ett gästgiveri.

## Historia
I mitten av 1200-talet delades det norska Hisings skeppsreda. Lundby och Tuve socknar överfördes från det norska Älvsyssel till det svenska Västergötland. Därefter kom ön Hisingen att delas mitt itu av riksgränsen i cirka 400 år tills Bohuslän erövrades av Sverige 1658. Norska Hisingen blev Västra Hisings härad i Bohuslän medan Svenska Hisingen blev Östra Hisings härad i Västergötland.

## Län, fögderier, domsagor, tingslag och tingsrätter
Häradet hör sedan 1998 till Västra Götalands län, innan dess från 1680 till Göteborgs och Bohus län, före 1700 benämnd Bohus län. Kyrkligt tillhör församlingarna Göteborgs stift
Häradets socknar hörde till följande fögderier:
- 1686-1739 Västra Hisings fögderi
- 1740-1917, 1946-1990 Göteborgs fögderi
- 1918-1945 Inlands fögderi

Häradets socknar tillhörde följande domsagor, tingslag och tingsrätter:
- 1681-1823 Västra Hisings tingslag i
  - 1681-1682 Västra Hisings domsaga med
  - 1683-1685 Inlands Södre, Torpe och Västra Hisings häraders domsaga
  - 1686-1823  Askims, Östra Hisings, Västra Hisings, Inlands Södre och Torpe häraders domsaga
- 1824-1887 Västra och Östra Hisings tingslag i
  - 1824-1856 Askims, Östra Hisings, Västra Hisings, Inlands Södre och Torpe häraders domsaga
  - 1857-1869 Askims, Östra Hisings och Västra Hisings häraders domsaga
  - 1870-1887 Askim, Västra och Östra Hising samt Sävedals domsaga
- 1888-1954 Askims, Hisings och Sävedals tingslag i Askims, Hisings samt Sävedals domsaga
- 1955-1970 Hisings, Sävedals och Kungälvs tingslag i Hisings, Sävedals och Kungälvs domsaga

- 1971- Göteborgs tingsrätt med dess domsaga för delarna i Göteborgs kommun och från 1974 i Öckerö kommun, samt Rödby socken
- 1971-1974 Sävedals tingsrätt och dess domsaga för Öckerö socken
- 1971-1974 Stenungsunds tingsrätt och dess domsaga för Rödby socken